# Ahn Ye-eun
Ahn Ye-eun (coréen : 안예은), née le 21 mai 1992, est une chanteuse sud-coréenne.
Elle a participé à la saison 5 du concours K-pop Star où elle a fini deuxième. Elle a signé la bande originale de la série télévisée Yeok-jeok sortie en 2017.

## Discographie

### Albums
- 2016 : Ahn Ye-eun
- 2018 : O
- 2020 : ㅇㅇㅇ

### EP
- 2017 : One Day (every day)
- 2021 : To The Island